# 聯邦研究部

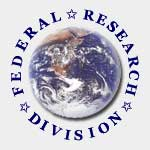
聯邦研究部標誌

聯邦研究部（英語：Federal Research Division）是美國國會圖書館轄下的研究機構。聯邦研究部的主要工作為分析國內外事務，服務對象包括美國政府、哥倫比亞特區和一些委託的承包商。

## 位址
聯邦研究部位於華盛頓特區的約翰·亞當斯大廈五樓。

## 產品
- 外語文摘與翻譯
- 註解參考資料
- 組織和立法的歷史
- 研究與報告
- 書籍，如《國家研究》系列（Country Studies）

## 服務
- 研究與分析
- 編寫與校訂
- 出版

## 外部連結
- Official website （页面存档备份，存于）
- FRD Brochure （页面存档备份，存于）